# 个人养老金
个人养老金是指中國大陸参加城镇职工基本养老保险或者城乡居民基本养老保险的个人自愿出資繳費的養老金。参加人需要開設个人养老金账户和个人养老金资金账户。计入个人养老金资金账户的投资收益暂不征收个人所得税，个人领取的个人养老金按照3%的税率计算缴纳个人所得税。

## 重要特征
根据《个人养老金实施办法》：
- （第二条）参加人可使用个人养老金账户内费用自主选择购买符合规定的储蓄存款、理财产品、商业养老保险、公募基金等金融产品，所以个人养老金賬戶內的資金存在投资风险[3]。
- （第三条）参加人应当是在中国境内参加城镇职工基本养老保险或者城乡居民基本养老保险的参保者。
- （第七条）参加人可以选择一家商业银行开立或者指定本人唯一的个人养老金资金账户。
- （第八条）参加人每年缴纳个人养老金额度上限为12000元，参加人每年缴费不得超过该缴费额度上限。
- （第十二条）参加人达到以下任一条件的，可以按月、分次或者一次性领取个人养老金。（一）达到领取基本养老金年龄；（二）完全丧失劳动能力；（三）出国（境）定居；（四）国家规定的其他情形。

根据《关于个人养老金有关个人所得税政策的公告》：
自2022年1月1日起，对个人养老金实施递延纳税优惠政策。在缴费环节，个人向个人养老金资金账户的缴费，按照12000元/年的限额标准，在综合所得或经营所得中据实扣除；在投资环节，计入个人养老金资金账户的投资收益暂不征收个人所得税；在领取环节，个人领取的个人养老金，不并入综合所得，单独按照3%的税率计算缴纳个人所得税，其缴纳的税款计入“工资、薪金所得”项目。

## 歷史
2022年4月21日，《国务院办公厅关于推动个人养老金发展的意见》（国办发〔2022〕7号）发布。
2022年11月4日，人力资源和社会保障部、中華人民共和國财政部等5部门联合发布《个人养老金实施办法》。
2022年11月4日，中華人民共和國财政部《关于个人养老金有关个人所得税政策的公告》发布，公告内容于2022年1月1日起实施。
2022年11月18日，中国银行保险监督管理委员会发布《关于印发商业银行和理财公司个人养老金业务管理暂行办法的通知》，34家机构（商业银行、理财公司）獲准辦理个人养老金業務。
2022年11月25日，人力资源社会保障部與中華人民共和國财政部和国家税务总局印发《人力资源社会保障部办公厅 财政部办公厅 国家税务总局办公厅关于公布个人养老金先行城市的通知》，个人养老金制度正式启动，北京、上海、广州、西安、成都等36个城市和地区率先實施。
2024年12月15日起，全国施行个人养老金制度。